# Vladimir Dišljenković
Vladimir Dišljenković (Belgrád, Jugoszlávia, 1981. július 2. –) szerb labdarúgó, aki jelenleg kapusként segíti a Metalurh Donecket. A szerb válogatottnak is tagja.

## Külső hivatkozások
- Vladimir Dišljenković profilja a szerb válogatott honlapján Archiválva 2009. szeptember 14-i dátummal a Wayback Machine-ben